# Gentilés de Syrie
Cet article est destiné à rassembler l’ensemble des gentilés de la Syrie.
Syrie : Syrien, Syriens, Syriens, Syriennes ; adjectif correspondant : syrien, syrienne, syriens, syriennes ; adjectif en composition : syro-
- Des historiographes utilisent l’expression Pax Syriana

## Villes
| Ville († : de l'Antiquité)         | Gentilé(s) | Glottonyme  |
| ---------------------------------- | --- | ----------- |
| Alep                               | Alépin, Alépine, Alépins, Alépines, ; Alepin, Alepine, Alepins, Alepines (rare) ; Aleppin, Aleppine, Aleppins, Aleppines (rare) |             |
| † Apamée                           | Apaméen, Apaméenne, Apaméens, Apaméennes                                                                                        |             |
| † Aréthuse (aujourd'hui Rastane)   | Aréthusien, Aréthusienne, Aréthusiens, Aréthusiennes                                                                            |             |
| † Bérée (aujourd'hui Alep)         | Béréen, Béréenne, Béréens, Béréennes                                                                                            |             |
| Bosra                              | Bosriote, Bosriotes (invariant au féminin)                                                                                      |             |
| Damas                              | Damascène, Damascènes (invariant au féminin)                                                                                    |             |
| † Ebla                             | Éblaïte, Éblaïtes (invariant au féminin)                                                                                        | éblaïte     |
| † Émèse (aujourd'hui Homs)         | Émésien, Émésienne, Émésiens, Émésiennes                                                                                        |             |
| † Épiphanie (aujourd'hui Hama)     | Épiphanien, Épiphanienne, Épiphaniens, Épiphaniennes                                                                            |             |
| Hama                               | Hamiote, Hamiotes (invariant au féminin) ; Hamien, Hamienne, Hamiens, Hamiennes (rare)                                          |             |
| Homs                               | Homsiote, Homsiotes (invariant au féminin) ; Homsi, Homsie, Homsis, Homsies ; Homsien, Homsienne, Homsiens, Homsiennes (rare)   |             |
| Kobané                             | |             |
| † Laodicée (aujourd'hui Lattaquié) | Laodicéen, Laodicéenne, Laodicéens, Laodicéennes                                                                                |             |
| Lattaquié                          | Lattaquiote, Lattaquiotes (invariant au féminin) ; Lattaquois, Lattaquoise, Lattaquois, Lattaquoises (rare)                     |             |
| Maaloula                           | |             |
| † Mari (Syrie)                     | Mariote, Mariotes (invariant au féminin)                                                                                        |             |
| † Ougarit                          | Ougaritain, Ougaritaine, Ougaritains, Ougaritaines                                                                              | ougaritique |
| † Palmyre                          | Palmyrénien, Palmyrénienne, Palmyréniens, Palmyréniennes                                                                        |             |
| † Qatna                            | Qatnéen, Qatnéenne, Qatnéens, Qatnéennes                                                                                        |             |
| Qouneitra                          | |             |
| Rakka                              | Rakkaoui, Rakkaouie, Rakkaouis, Rakkaouies                                                                                      |             |
| Tartous                            | Tortosan, Tortosane, Tortosans, Tortosanes                                                                                      |             |
| Yarmouk                            | Yarmoukien, Yarmoukienne, Yarmoukiens, Yarmoukiennes                                                                            |             |

## Régions
| Autres | Gentilé(s)                                    |
| ------ | --------------------------------------------- |
| Hauran | Hauranais, Hauranaise, Hauranais, Hauranaises |